# Guerra e pace (film 1956)
Guerra e pace (War and Peace) è un film del 1956 diretto da King Vidor.
Basato sull'omonimo romanzo di Lev Tolstoj, alcune scene sono state dirette da Mario Soldati.

## Trama

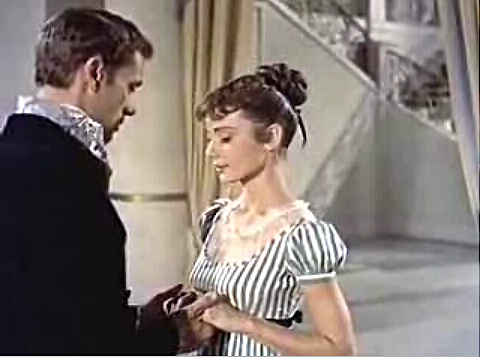
Mel Ferrer e Audrey Hepburn in una scena

Durante la campagna di Russia di Napoleone, l'ufficiale vedovo Bolkonskij si fidanza con la giovane Nataša, ma quando lei si infatua di un altro scioglie il legame. La guerra li farà perdere e ritrovare a Mosca mentre la città brucia, ma davvero non è destino e la ragazza resta di nuovo sola. Troverà consolazione in un altro uomo.

### Differenze col romanzo
La sceneggiatura del film è stata molto condensata rispetto al romanzo originale; aspetti minori sono stati tralasciati o attenuati, mentre grande risalto assumono la figure di Nataša, Pierre e Andrej e i loro rapporti interpersonali. Anche alcune vicende storiche sono state tagliate (come alcune battaglie minori) o velocizzate (l'incontro tra Napoleone e lo zar Alessandro I a Tilsit), mentre altre sono state approfondite (la battaglia della Beresina).

## Produzione

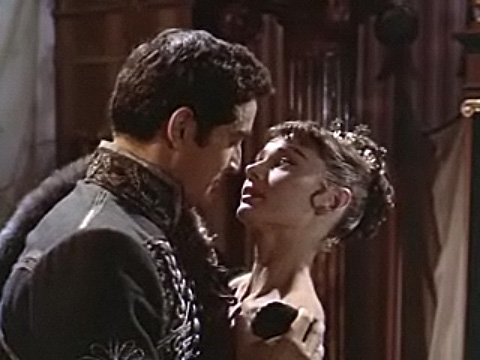
Vittorio Gassman e Audrey Hepburn in una scena

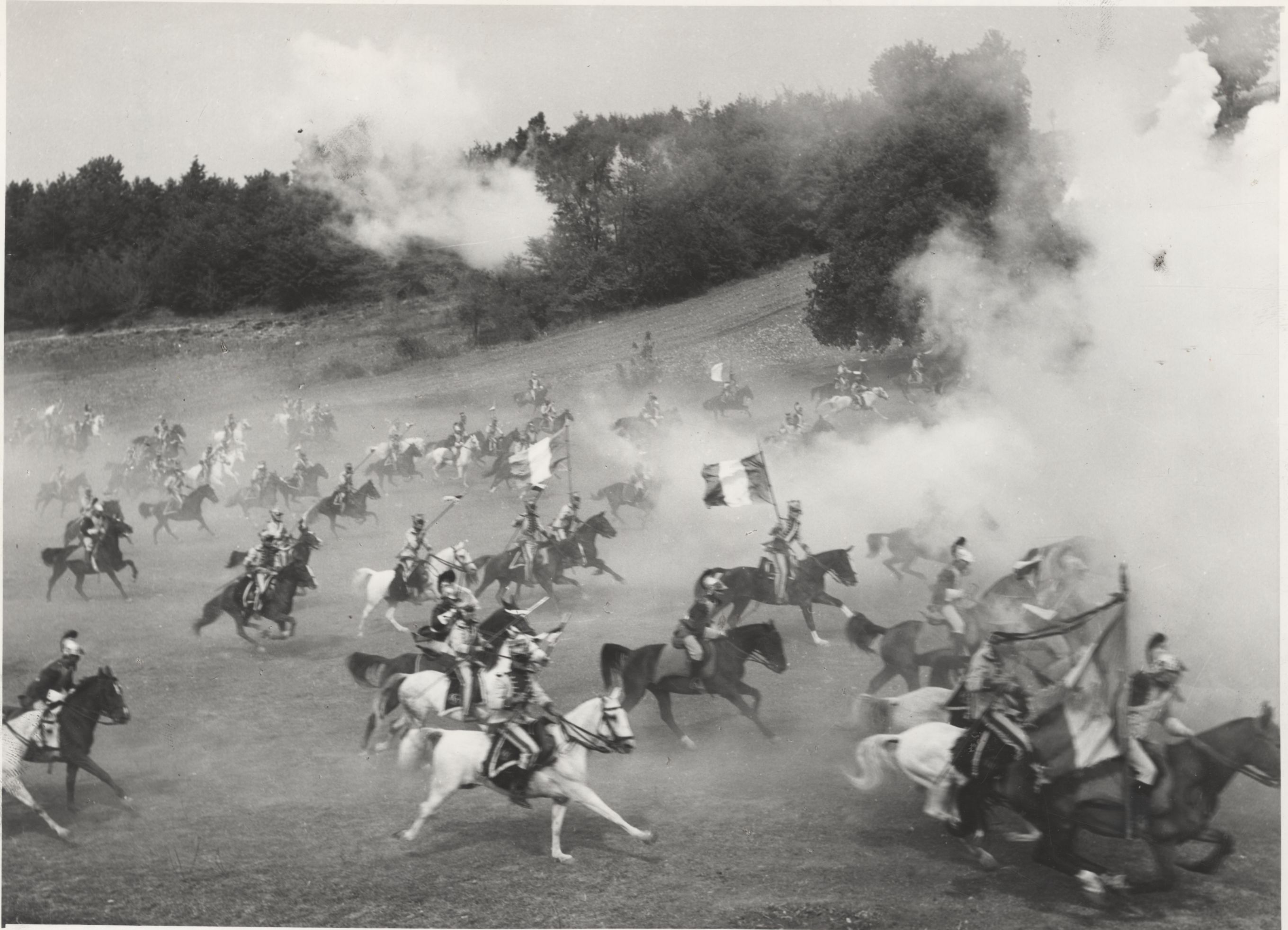
La scena della battaglia di Borodino

Il ruolo della protagonista avrebbe dovuto essere interpretato da Silvana Mangano, moglie del produttore del film, Dino De Laurentiis, ma quest'ultima rifiutò la parte ed al suo posto venne dunque scelta Audrey Hepburn.
La produzione richiese un grosso dispiegamento di mezzi. Vennero fatte arrivare a Cinecittà cinque troike autentiche, trentacinque carrozze dell'epoca napoleonica, duecento cannoni. Per la neve, largamente impiegata in molte scene del film, venne utilizzato per la prima volta un particolare tipo di schiuma a base di ammoniaca che aveva un aspetto molto più simile alla neve vera rispetto ai trucchi utilizzati fino ad allora e si conservava senza alterarsi per diversi giorni, permettendo quindi una migliore gestione delle riprese. L'unico difetto era che emanava vapori di ammoniaca fortemente irritanti per gli occhi e dall'odore nauseabondo.
Il film venne girato completamente in Italia. L'ambasciatrice Clare Boothe Luce supervisionò in maniera attenta la lavorazione sul set. La corrispondenza diplomatica statunitense evidenzia che "quando il regista King Vidor incomincia a girare Guerra e pace con Henry Fonda e Audrey Hepburn, per conto di Ponti, De Laurentiis e la Paramount, la Luce viene informata che «il 90-95 per cento delle maestranze è iscritto alla CGIL». Per tutto l'agosto 1955 è un duro braccio di ferro. In un memorandum, Edward Long, un suo fidato funzionario, esorta l'ambasciatrice a ordinare «una indagine sui trascorsi e sulla reputazione di Ponti, De Laurentiis, Paride Levi ed Eitel Monaco» (Levi è il rappresentante della Paramount, Monaco il presidente della Associazione nazionale industrie cinematografiche e affini).
In un altro memorandum, l'ammonisce che «una percentuale delle paghe va al PCI». Per ottenere una purga delle maestranze, la Luce minaccia di bloccare la distribuzione del film da parte Paramount nonché un'altra coproduzione, quella di Ben Hur da parte della MGM, che in Italia ha già girato Vacanze romane. Il braccio di ferro si concluderà con l'assunzione a Guerra e pace di iscritti anche ai sindacati «liberi», la CISL e la UIL. Ma prima l'ambasciatrice investirà della questione addirittura il miliardario Nelson Rockefeller, consigliere personale del presidente Dwight Eisenhower: Ponti e De Laurentiis dovranno dare garanzie contro la commie infiltration, l'infiltrazione comunista a Cinecittà. È l'episodio forse più paradossale del conflitto culturale tra l'URSS e gli USA in Italia a metà degli anni cinquanta".
Alcune scene sono state girate a Torino e lungo l'argine del fiume Po tra Felonica, in provincia di Mantova e Bondeno in provincia di Ferrara, sulla sponda destra del fiume. Queste scene furono dirette da Mario Soldati. Il suo sodale Piero Gherardi, collaboratore in alcuni suoi film come scenografo, in questa pellicola si occupò dell'arredamento di interni. La realizzazione del film fu resa possibile anche grazie ai finanziamenti concessi dalla BNL tramite la sua "Sezione Autonoma per il Credito Cinematografico" diretta da Giuseppe La Guardia.

## Accoglienza
Pur se non molto ricordato, Guerra e pace detiene ancora oggi il primato di film italiano più visto di sempre, con 15 707 723 spettatori paganti, oltre ad essere stato il campione d'incasso in Italia della stagione 1956-1957.

## Riconoscimenti
Il film ha ricevuto cinque candidature ai Golden Globe 1957, vincendo il premio per il miglior film straniero in lingua straniera. Ha ricevuto anche tre candidature ai Premi Oscar 1957.
Nel 1956 il National Board of Review of Motion Pictures l'ha inserito nella lista dei migliori film stranieri dell'anno.
- 1957 - Premio Oscar
  - Candidatura Miglior regista a King Vidor
  - Candidatura Migliore fotografia a Jack Cardiff
  - Candidatura Migliori costumi a Cedric Gibbons, Hans Peters, Preston Ames, Edwin B. Willis e Maria de Matteis
- 1957 - Golden Globe
  - Miglior film straniero in lingua straniera a King Vidor
  - Candidatura Miglior film drammatico a Dino De Laurentiis e Carlo Ponti
  - Candidatura Miglior regista a King Vidor
  - Candidatura Miglior attrice in un film drammatico a Audrey Hepburn
  - Candidatura Miglior attore non protagonista a Oskar Homolka
- 1957 - Premio BAFTA
  - Candidatura Miglior film a Dino De Laurentiis e Carlo Ponti
- 1957 - Nastro d'argento
  - Nastro d'argento alla migliore scenografia
  - Nastro d'argento alla migliore colonna sonora